# Visegrad 4 Bicycle Race
A Visegrad 4 Bicycle Race é uma competição ciclista que agrupa várias carreiras de um único dia e se disputam nos 4 países que conformam o denominado "Grupo de Visegrado ou V4": Polónia, a República Checa, Eslováquia e Hungria.
As carreiras foram criadas em 2014 e integradas no UCI Europe Tour e em 2019 criou-se uma versão feminina denominada como V4 Ladies Séries.

## Palmarés

### Visegrad 4 Bicycle Race-GP Polski Via Odra
| Ano                                        | Vencedor            | Segundo              | Terceiro              |           |
| ------------------------------------------ | ------------------- | -------------------- | --------------------- | --------- |
| Visegrad 4 Bicycle Race-GP Polski Via Odra |                     |                      |                       |           |
| 2014                                       | Erik Baška          | Jiří Hochmann        | Artur Detko           |           |
| Visegrad 4 Bicycle Race-GP Polski          |                     |                      |                       |           |
| 2015                                       | Bartosz Warchoł     | Leszek Pluciński     | Tomáš Koudela         |           |
| 2016                                       | Łukasz Owsian       | Marek Rutkiewicz     | Dariusz Batek         |           |
| 2017                                       | Kamil Zieliński     | Rok Korošec          | Sylwester Janiszewski |           |
| 2018                                       | Maciej Paterski     | Vojtěch Hačecký      | Eryk Latoń            |           |
| 2019                                       | Alois Kaňkovský     | Maciej Paterski      | Paweł Franczak        |           |
| 2020                                       | cancelado           | cancelado            | cancelado             | cancelado |
| 2021                                       | Itamar Einhorn      | Alois Kaňkovský      | Matteo Pongiluppi     |           |
| 2022                                       | Marceli Bogusławski | Tomáš Bárta          | Itamar Einhorn        |           |
| 2023                                       | Itamar Einhorn      | Eduard-Michael Grosu | Maciej Paterski       |           |
| 2024                                       | Lukáš Kubiš         | Tomasz Budziński     | Bartłomiej Proć       |           |

### Visegrad 4 Bicycle Race-GP Czech Republic
| Ano  | Vencedor         | Segundo               | Terceiro           |           |
| ---- | ---------------- | --------------------- | ------------------ | --------- |
| 2014 | Josef Černý      | Kamil Gradek          | Alessandro Mazzi   |           |
| 2015 | Paweł Bernas     | Jiří Polnický         | Oleksandr Polivoda |           |
| 2016 | Marek Rutkiewicz | Jiří Polnický         | Michael Kukrle     |           |
| 2017 | Rok Korošec      | Sylwester Janiszewski | Josef Černý        |           |
| 2018 | Alois Kaňkovský  | Maciej Paterski       | Rok Korošec        |           |
| 2020 | cancelado        | cancelado             | cancelado          | cancelado |
| 2021 | Adam Toupalik    | Daniel Turek          | Karel Camrda       |           |
| 2022 | Adam Toupalik    | Jakub Kaczmarek       | Jan Kašpar         |           |
| 2023 | Adam Toupalik    | Maciej Paterski       | Márton Dina        |           |
| 2024 | Martin Voltr     | Barnabás Peák         | Paweł Szóstka      |           |

### Visegrad 4 Bicycle Race-GP Slovakia
| Ano  | Vencedor              | Segundo         | Terceiro         |
| ---- | --------------------- | --------------- | ---------------- |
| 2014 | Paweł Bernas          | Patrik Tybor    | Andi Bajc        |
| 2015 | Alois Kaňkovský       | Erik Baška      | Jiří Hochmann    |
| 2016 | Andriy Kulyk          | Alois Kaňkovský | Błażej Janiaczyk |
| 2017 | Alois Kaňkovský       | Vojtěch Hačecký | Paweł Franczak   |
| 2018 | Maciej Paterski       | Alan Banaszek   | Rok Korošec      |
| 2019 | Alois Kaňkovský       | Paweł Franczak  | Dominik Neumann  |
| 2020 | Stanislaw Aniolkowski | Alois Kaňkovský | Karol Wawrzyniak |
| 2021 | Alan Banaszek         | Jakub Murias    | Michael Kukrle   |
| 2022 | Thomas Pesenti        | Adam Toupalik   | Jakub Ťoupalík   |
| 2023 | Maciej Paterski       | Mateusz Grabis  | Michael Boroš    |
| 2024 | Martin Voltr          | Byron Munton    | Barnabás Peák    |

### Visegrad 4 Bicycle Race-GP Hungary (Visegrad 4 Kerekparverseny)
| Ano  | Vencedor        | Segundo             | Terceiro           |           |
| ---- | --------------- | ------------------- | ------------------ | --------- |
| 2014 | Paweł Bernas    | Kamil Zieliński     | Marek Čanecký      |           |
| 2015 | Alois Kaňkovský | Przemyslaw Sobieraj | Błażej Janiaczyk   |           |
| 2016 | Marek Čanecký   | Dariusz Batek       | Oleksandr Polivoda |           |
| 2017 | Kamil Zieliński | Josef Černý         | Adam Stachowiak    |           |
| 2018 | František Sisr  | Patryk Stosz        | Rok Korošec        |           |
| 2019 | Paweł Franczak  | Kristjan Hočevar    | Žiga Ručigaj       |           |
| 2020 | cancelado       | cancelado           | cancelado          | cancelado |
| 2021 | Michal Schlegel | Viktor Potočki      | Viktor Filutás     |           |
| 2022 | Adam Toupalik   | Thomas Pesenti      | Barnabás Peák      |           |
| 2023 | Adam Toupalik   | Maciej Paterski     | Szymon Tracz       |           |
| 2024 | Tilen Finkšt    | Martin Voltr        | Gabriele Casalini  |           |

## Palmarés por países
| País       | Vitórias |
| ---------- | -------- |
| Polónia    | 4        |
| Eslováquia | 1        |
| Chéquia    | 1        |

| País      | Vitórias |
| --------- | -------- |
| Polónia   | 2        |
| Chéquia   | 2        |
| Eslovênia | 1        |

| País    | Vitórias |
| ------- | -------- |
| Chéquia | 3        |
| Polónia | 2        |
| Ucrânia | 1        |

| País       | Vitórias |
| ---------- | -------- |
| Polónia    | 3        |
| Chéquia    | 2        |
| Eslováquia | 1        |